# セバスティアン・イラディエル

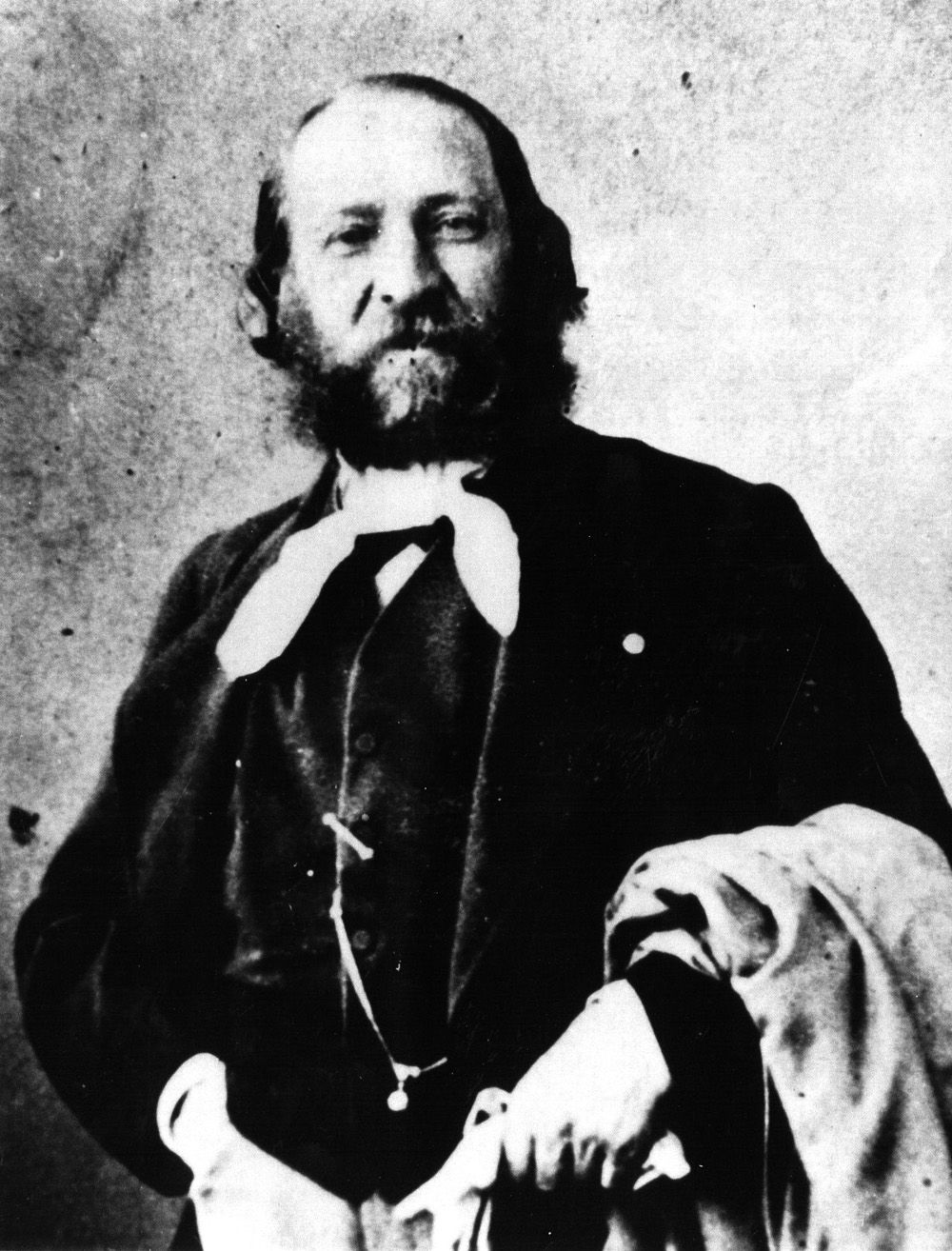
セバスティアン・イラディエル

セバスティアン・イラディエル（Sebastián Yradier, 1809年1月20日 - 1865年12月6日）は、スペインの作曲家。本名は、セバスティアン・デ・イラディエル・イ・サラベリ（Sebastián de Iradier y Salaverri またはサルベリ Salberri）。Yradierという綴りは、パリの出版社に強いられて用いた。バスク地方のアラバにあるランツィエゴ出身。

## 生涯
9歳でサンタ・マリア・デ・ビトリア大聖堂の旧附属教会の合唱団に入り、16歳でビトリアのサンミゲル教会のオルガニスト、2年後にサルバティエラ/アグラインのサンフアン・バウティスタ教会のオルガニストの職を得た。1833年にマドリードに出て作曲を学習した。マドリードの王立音楽院のソルフェージュの教授となり、この時代に後にナポレオン3世の皇妃となるエウヘニア・デ・モンティホの歌の教師をつとめている。
イラディエルは精力的にパリ、ロンドン、ロシア、ドイツ、ニューヨーク、キューバなどの各地を旅行し、生前は貴族社会や芸術家の間でよく知られていた。1864年には25曲を集めた『スペインの花』(Fleurs d'Espagne) がパリで出版された。
目の病を得てビトリアに戻り、そこで1865年に死亡した。56歳だった。
もっぱらハバネラの作曲家として有名で、キューバ訪問後の1860年ごろに作曲した『ラ・パロマ』がとりわけ名高い。この楽曲は、スペインと米国、メキシコで人気となり、ハバネラの知名度に貢献した。イラディエルのハバネラ El arreglito を、ビゼーはスペインの民族音楽と誤解して、オペラ『カルメン』の有名なアリア「恋は野の鳥」に流用した。エドゥアール・ラロも『スペイン交響曲』第3楽章の旋律をイラディエルのハバネラ La negrita から取っている。